# هنري همفريز
هنري همفريز (8 سبتمبر 1879 في كندا - 12 أكتوبر 1964 بباث في المملكة المتحدة) هو لاعب كريكت كندي. لعب مع نادي مقاطعة سومرست للكريكت ‏.